# 诸志祥
诸志祥（1941年—2015年9月8日），笔名浩谷，浙江绍兴人，中国大陆作家，主要作品有《八戒回乡》、《黑猫警长》、《黑猫警长与外星人》，其中《黑猫警长》被改编为动画并播出。

## 法律诉讼
1987年6月，诸志祥将戴铁郎告上法庭，起诉戴铁郎侵犯他《黑猫警长》的版权及署名权。最终，法院裁定戴铁郎在出版《黑猫警长》连环画和期刊中存在过失行为。
后经过法院调解，戴铁郎从文字稿酬中赔偿诸志祥2880元，诸志祥撤诉。